# Francesco Rutelli
Francesco Rutelli (Rome, 14 juin 1954) est un homme politique italien. Il a été élu sénateur en 2008 avec le Parti démocrate. Il est président de la Fondation « Centre pour un futur durable », un think tank bipartisan qui s'occupe de changement climatique et environnement et de l'Institut des Démocrates européens, fondation politique européenne rattachée au Parti Démocrate européen dont il a été le coprésident avec François Bayrou entre 2004 et 2019.
Ancien maire de Rome du 1993 au 2001, il a été président fédéral du Parti La Marguerite du 2002 au 2007 . Pendant le Gouvernement Prodi II (2006-2008) il a été ministre de la Culture et vice-président du Conseil des ministres.

## Biographie
Fils d'un architecte, son arrière-grand-père était un sculpteur renommé, auteur de la fontaine des Naiadi à piazza Esedra (aujourd'hui piazza della Repubblica) à Rome. Il a grandi dans un quartier cossu de Rome et il a fait ses études chez les Jésuites. 
Proche de Marco Pannella, il fut élu député avec le Parti radical italien en 1983, puis participa à la fondation de la Fédération des Verts dont il devint coordinateur national en 1992.
En avril 1993, Carlo Azeglio Ciampi le nomme ministre de l'Environnement, mais il démissionne le lendemain parce que le Parlement italien refuse les poursuites contre Bettino Craxi.
Il a été député européen de 1999 à 2004.
Le 16 avril 2004 il fonde avec François Bayrou le Parti démocrate européen, un mouvement politique transnational qui comptera 29 députés au Parlement européen qui siègent au sein du groupe de l'Alliance des Démocrates et des Libéraux pour l'Europe, la troisième force politique au Parlement européen.
Conseiller de Rome depuis novembre 1989, en décembre 1993 il est élu maire de Rome avec une coalition PDS (Parti démocrate de gauche, l'ancien Parti communiste italien), Verts et Indépendants du centre. Ensuite, la coalition sera élargie au PP (Parti populaire), une petite formation centriste héritière issue de l'aile gauche de la Démocratie chrétienne. Rutelli est réélu en 1997 pour cinq ans.
En janvier 2001, il démissionne de son poste de maire de Rome pour mener la campagne des législatives de mars et porter les couleurs du centre-gauche contre Silvio Berlusconi. Les élections seront gagnées par Silvio Berlusconi.
En juin 2006, à la suite de la victoire aux élections politiques du centre-gauche avec Romano Prodi, il est nommé vice-président du conseil des ministres et ministre des Biens culturels au sein du 2e gouvernement Romano Prodi.
Son épouse Barbara Palombelli, journaliste et écrivain, a été pigiste auprès du Corriere della Sera.
Le 28 avril 2008, à la suite de la démission de son successeur Walter Veltroni, il tente de reconquérir le siège de maire de Rome, mais est battu, obtenant 46,3 % des voix face à Gianni Alemanno (Le Peuple de la liberté) qui obtient 53,7 % (Ansa, 28 avril 2008). En novembre 2009, il quitte le Parti démocrate pour donner naissance à l'Alliance pour l'Italie.
À partir de septembre 2012, l'API opère un rapprochement avec le Parti démocrate, participe avec Bruno Tabacci aux primaires d'Italie. Bien commun de novembre-décembre 2012 et se fond le 28 décembre 2012 avec le Centre démocrate où se joint également Massimo Donadi, tandis que Lorenzo Dellai rejoint le lendemain l'agenda Monti pour l'Italie.
Il est président de l'Association nationale de l'industrie du cinéma et de l'audiovisuel (ANICA) depuis octobre 2016.

## Titres et fonctions
- Maturità classica (baccalauréat Lettres classiques (1972)
- Études d'architecture (1972-1975)
- Journaliste (1978)
- Secrétaire National du Parti radical (1980)
- Dirigeant national au sein du Parti radical (1977-1988)
- Coordinateur national de la Fédération des Verts (1992)
- Cofondateur, membre de l'exécutif national et responsable des affaires internationales et européennes du Parti des Démocrates (Democratici) (1999)
- Conseiller municipal de Rome (1989-1993)
- Maire de Rome (1993-2001)
- Député (1983-1994 / 2001-2008)
- Sénateur (2008-2013)
- Député européen (1999-2004)
- Ministre de l'Environnement et des Zones urbaines (1993) (un seul jour)
- Président du Conseil national de l'Association nationale des Communes italiennes (1995-1999)
- Commissaire extraordinaire pour la préparation du Jubilé de l'an 2000 (1998-1999)
- Président de la Commission politique du Comité des Régions (1994-1998)
- Conseiller du Secrétaire général de l'ONU (Boutros Boutros-Ghali) pour les Politiques urbaines (1995-1996)
- Membre de l' « Urban Partnership Board » de la Banque mondiale (1999)
- Président du réseau Medcities (1999)
- Diplômé honoris causa : Public Service della Temple University de Philadelphie et International Affairs à l'Université John Cabot de Rome
- Chevalier de la Grande Croix (Italie), ordre de Léopold (Belgique, 1998) et du Mérite civil (Espagne, 1998).